# Воеводский, Степан Васильевич
Степан Васильевич Воеводский (1805 — 17 (29) сентября 1884, Санкт-Петербург) — русский адмирал (1877), управляющий Русско-американской компанией в 1854—1859 годы. Его именем названа Воеводская гавань, остров и озеро в архипелаге Александра.

## Биография
Родился в селе Юрьево Бельского уезда Смоленской губернии в семье местных помещиков: отставного армейского подпоручика Василия Гавриловича Воеводского и его супруги Анны Степановны, сестры адмирала Павла Нахимова. Старший брат адмирала Аркадия Воеводского и  вице-адмирала Платона Воеводского.
Поступил в Морской кадетский корпус 22 марта 1818 года, 22 апреля 1820 года стал гардемарином, 1 марта 1822 года был произведён в мичманы.
В 1824 году на фрегате «Легкий» совершил плавание к берегам Исландии. В 1827 году в составе эскадры под командованием контр-адмирала графа Гейдена совершил переход из Порстмута к острову Занте, и затем участвовал в блокаде турецко-египетского флота в Наваринском сражении.
В 1828 году на корабле «Иезекиль» участвовал в блокаде Дарданелл и 21 апреля того же года в захвате египетского корвета «Восточная звезда», а затем в освобождении Мореи от турецких войск. С 1830 года плавал на кораблях Балтийского флота.
С 1834 года служил в Российско-американской компании и командовал судами «Ситка» и «Елена», совершавшими рейсы от Ново-Архангельска до Сан-Франциско.
6 декабря 1837 года произведён в чин капитан-лейтенанта. В 1841 году, командуя судном «Николай I» вернулся в Кронштадт и 15 октября был уволен со службы в Российско-Американской компании.
С 1842 года командовал пароходом «Ижора» и пароходофрегатом «Отважный» плавал в Балтийском море.
6 декабря 1846 года был произведён в чин капитана 2-го ранга, а 26 ноября следующего года «за беспорочную выслугу 25 лет в офицерских чинах» был награждён орденом св. Георгия 4-й степени (№ 7785 по кавалерскому списку Григоровича — Степанова).
В 1849 году, командуя кораблём «Ингерманланд» крейсировал у датских берегов и 6 декабря был произведён в чин капитана 1-го ранга.
22 июля 1853 года был назначен главным правителем Русской Америки и на судне «Ситка» 18 апреля следующего года прибыл в Новоархангельск. Руководил колониями во время Крымской войны и содействовал тому, что бы Российско-Американская компания совместно с компанией Гудзонова залива, по согласованию правительств России и Великобритании, объявили их территории нейтральными.
26 августа 1856 года произведён в чин контр-адмирала. 22 июня 1859 пост главного правителя передал капитану 1-го ранга И. В. Фуругельму и 25 июня на пароходе «Александр II» вышел в Аян и оттуда через Сибирь прибыл в С.-Петербург.
21 марта 1860 года назначен главным командиром Астраханского порта и военным губернатором Астрахани.
1 января 1866 года произведён в чин вице-адмирала. 16 апреля 1867 года награждён орденом Св. Анны I степени с императорской короной.
15 мая 1867 отчислен от должности с зачислением по морскому министерству. 1 января 1868 года назначен членом Адмиралтейств-совета.
28 марта 1871 года награждён орденом Св. Владимира II степени. 1 января 1876 года награждён орденом Белого Орла. 1 января 1877 года произведён в чин адмирала.
Умер в Санкт-Петербурге 17 (29) сентября 1884 года, похоронен на Смоленском православном кладбище.

## Источник
- Воеводский Степан Васильевич // Энциклопедический словарь Брокгауза и Ефрона : в 86 т. (82 т. и 4 доп.). — СПб., 1890—1907.